# Rusko (hudebník)
Christopher William Mercer, vystupující pod přezdívkou Rusko (* 26. ledna 1985 Leeds, Anglie), je anglický dubstep producent a DJ.

## Diskografie

### Alba
- FabricLive.37 (s Caspou) - Prosinec 2007
- O. M. G.! – Květen 2010
- Songs – Březen 2012
- Cypress X Rusko (s Cypress Hill) - 2012

### EP a Singly
- "SNES Dub" 2006 (Dub Police)
- "Acton Dread" 2007 (Dub Police)
- "Babylon: Volume 1" 2007 (Sub Soldiers)
- "BetaMax" 2007 (Veri Lo Records)
- "William H Tonkers / Roma" 2007 (2nd Drop Records)
- "Dubstep Warz / Get Your Cock Out" 2008 (Dub Files)
- "Gone 2 Far / 2 N A Q" 2008 (Sub Soldiers)
- "Mr. Chips / Hammertime" 2008 (Sub Soldiers)
- "Babylon: Volume 2" 2009 (Sub Soldiers)"Cockney Thug" 2009 (Sub Soldiers)
- "Woo Boost" 2010 (Mad Decent)
- "Hold On (feat Amber Coffman)" 2010 (Mad Decent)
- "Everyday" 2011 (Mad Decent)
- "Somebody To Love" 2012 (Mad Decent)
- "Thunder" 2012 (Mad Decent)
- "Roll It, Light It" (with Cypress Hill) 2012 (V2/Cooperative Music)
- "Can't Keep Me Down" (s Cypress Hill, feat. Damien Marley) 2012 (V2/Cooperative Music)
- "Kapow EP" 2012 (Rusko Recordings)
- "Lift Me Up EP" 2013 (OWSLA)

### Remixy
- 2006 Skream - Dutch Flowers (Rusko Remix)
- 2007 Caspa - Cockney Flute (Rusko Remix)
- 2007 Mike Lennon - When Science Fails Remix (Z Audio)
- 2008 Adele - Cold Shoulder (Rusko Remix) (XL Recordings)
- 2008 Kid CuDi – „Day 'N Night“
- 2008 Katy Perry - I Kissed A Girl (Rusko Remix)
- 2008 D. Kay – „Fire Remix“ (Not on Label)
- 2008 Audio Bullys – „Flickery Vision (Ruskos Staying Awake Remix)“ (Vizo Records)
- 2008 HK119 – „C'est La Vie“ (Rusko Masher) (One Little Indian)
- 2008 L-Wiz – „Girl From Codeine City“ (Dub Thiefs)
- 2009 The Prodigy – „Take Me to the Hospital“ (Rusko Remix) (Ministry of Sound)
- 2009 Skunk Anansie – „I Can Dream Remix“ (One Little Indian)
- 2009 Lady GaGa – „Alejandro (Rusko's Pupuseria Remix)“ (Not on Label)
- 2009 Basement Jaxx – „Feelings Gone (Rusko Remix)“ (XL Recordings)
- 2009 Little Boots – „Remedy (Rusko's Big Trainers Remix)“ (679)
- 2010 Kid Sister – „Pro Nails (Rusko Remix)“ (Asylum Records)
- 2010 Kelis – „4th of July (Rusko Remix)“ (Interscope Records)
- 2010 Rusko – „Bionic Commando (Rusko Remix)“ (Not on Label)
- 2010 Sub Focus – „Splash“ (RAM Records)
- 2010 Rusko – „Gadget GoGo“ (Not on Label)